# تنين بيسترن

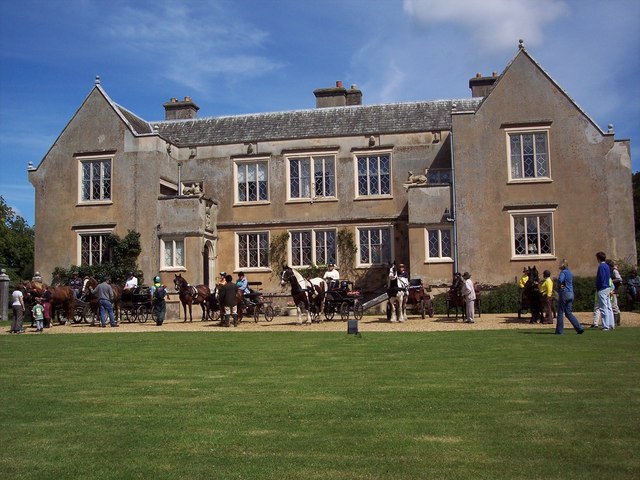
أعضاء جمعية بيسترن

تنين بيسترن (بالإنجليزية: Bisterne Dragon)‏ هي أسطورة من نيو فورست في إنجلترا. تدور القصة في بيسترن في المقام الأول عن تنين، وهي موجودة أيضًا في بورلي وليندهيرست، وهي واحدة من أشهر قصص الفولكلور في المنطقة. التنين كان له وكر على بعد حوالي 3 أميال (4.8 كم) شرق بيسترن، في بورلي. قُتل التنين من قبل فارس فقد عقله بعد قتله التنين ثم رجع ومات فوق جثة التنين. وقد تحولت جثة التنين إلى تلة.